# طاووس‌های بی‌پر
طاووس‌های بی‌پر فیلمی به کارگردانی جواد مزدآبادی و نویسندگی جواد مزدآبادی، سعید نعمت‌الله ساختهٔ سال ۱۳۸۷ است.

## خلاصه داستان
فیلم داستان زنی به نام طاووس است که با شغلی خاص امرار معاش می‌کند، اما زندگی اش با مرگ شوهر دچار تنش می‌شود..

## بازیگران
- فریبرز عرب‌نیا
- هنگامه قاضیانی
- پرویز سنگ سهیل
- حمیدرضا هدایتی
- خسرو احمدی
- آناهیتا افشار
- آهو خردمند
- حشمت آرمیده